# Sticta marginifera
Sticta marginifera är en lavart som beskrevs av Mont. Sticta marginifera ingår i släktet Sticta och familjen Lobariaceae.   Inga underarter finns listade i Catalogue of Life.